# ربکا توئیگ
ربکا توئیگ (انگلیسی: Rebecca Twigg؛ زادهٔ ۲۶ مارس ۱۹۶۳) دوچرخه‌سوار اهل ایالات متحده آمریکا بود.
وی در مسابقات کشوری و بین‌المللی در مجموع برندهٔ ۸ مدال طلا، ۴ مدال نقره، ۱ مدال برنز شده‌است.